# Andrena pallidiscopa
Andrena pallidiscopa är en biart som först beskrevs av Henry Lorenz Viereck 1904.  Andrena pallidiscopa ingår i släktet sandbin, och familjen grävbin. Inga underarter finns listade i Catalogue of Life.

## Bildgalleri

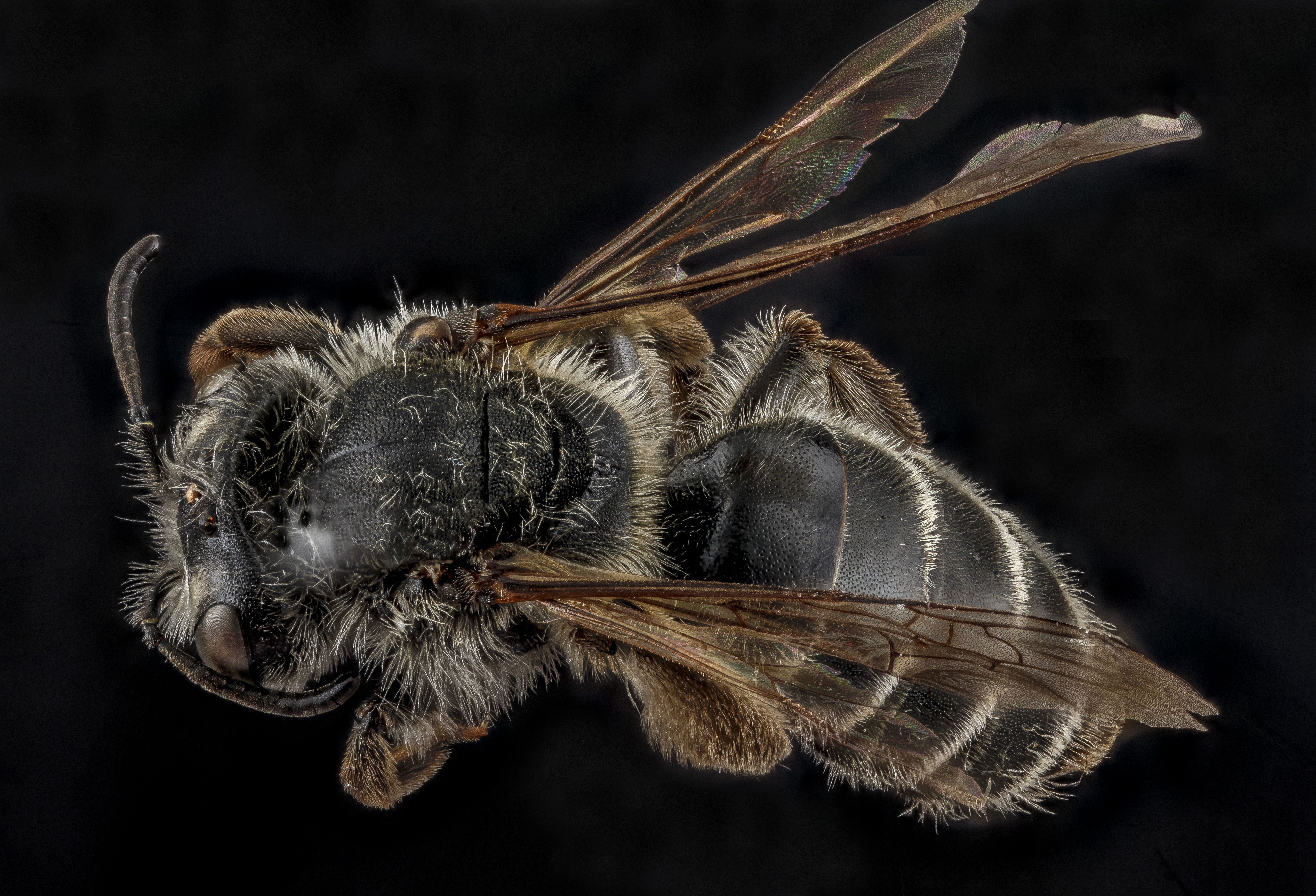
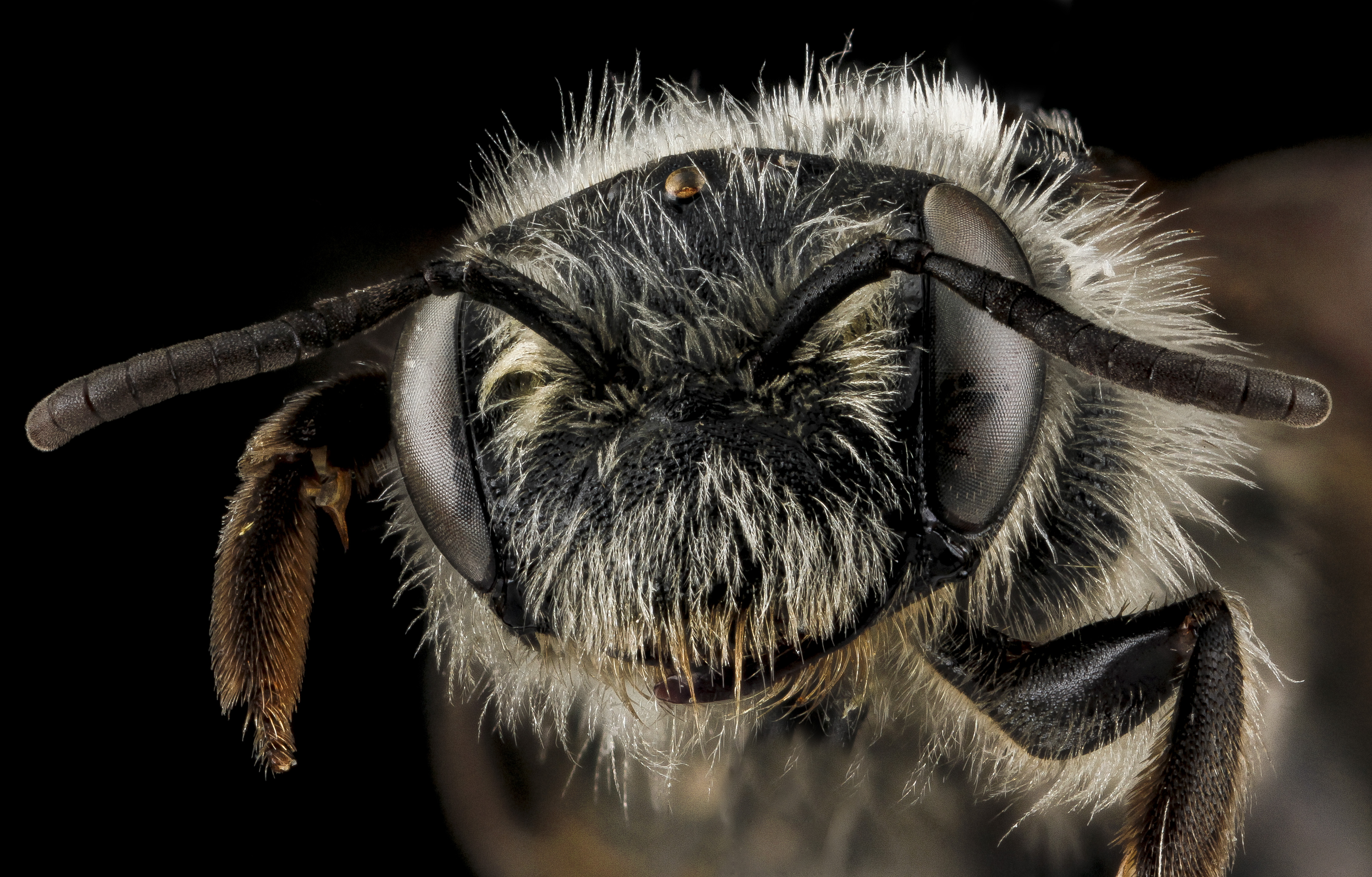